# 샌드링엄 하우스

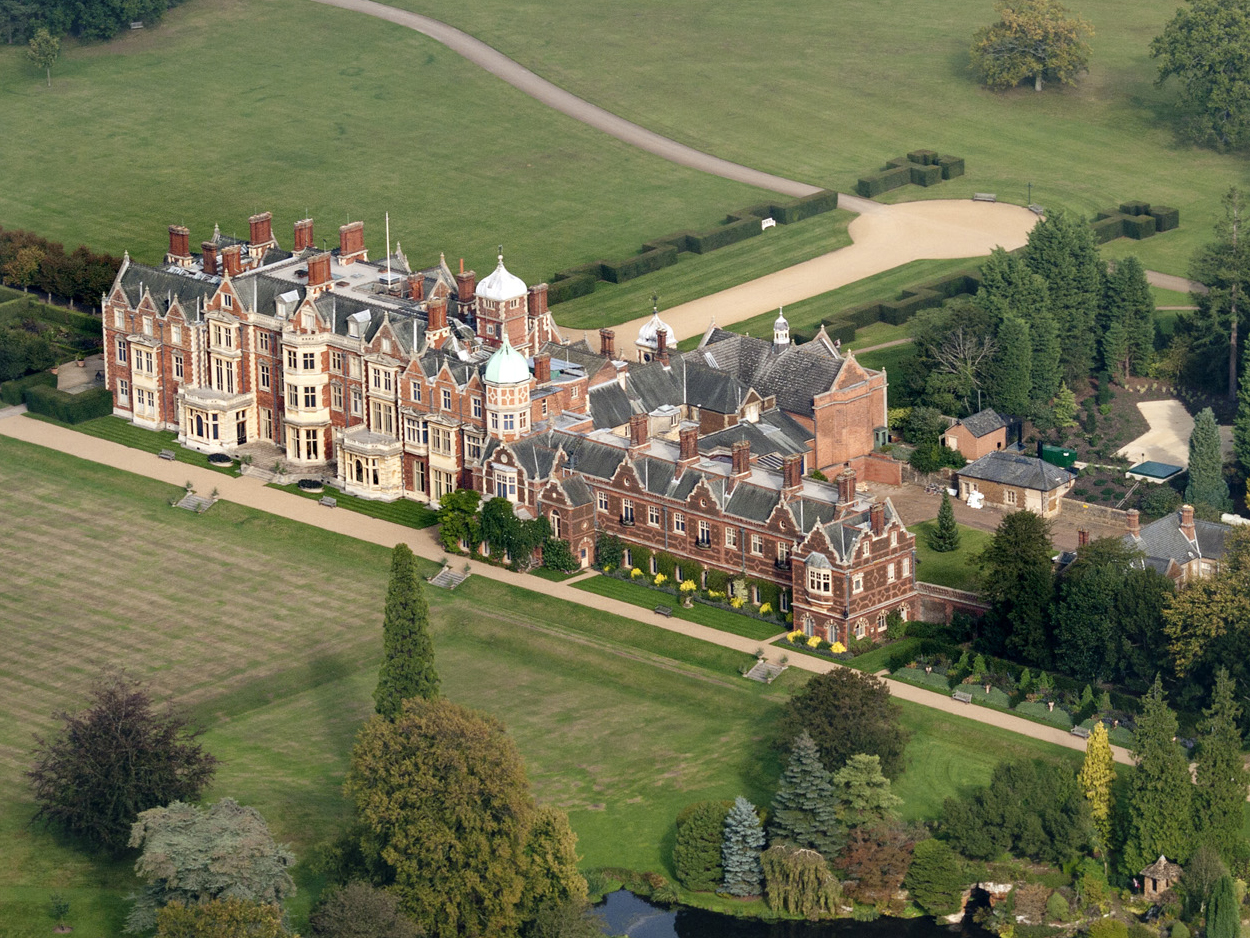
샌드링엄 하우스의 전경

샌드링엄 하우스 (Sandringham House)는 잉글랜드 노퍽 주 샌드링엄 인근에 있는 컨트리 하우스이다. 영국의 여왕 엘리자베스 2세의 거처 중 한 곳이었다. 노퍽 해안 특별 명승지내에 20,000 에이커 넓이를 차지하고 있다. 1771년에 건립되었을때의 본래 건축물은 조지 건축 양식으로 지어졌다. 1862년에 당시 웨일스 공이였던 에드워드 7세와 웨일스 공비 덴마크의 알렉산드라를 위해 구입되었다. 1870년과 1900년 사이에 페브스너가 "부산한 자코비던 양식"이라 묘사한 건축 양식으로 대부분 다시 지어졌다. 에드워드 7세는 또한 이 컨트리 하우스를 가꾸어, 잉글랜드내 가장 훌륭한 사냥터 중 한 곳으로 만들었다. 이곳 샌드링엄에서 사망한 두 왕들인 조지 5세, 조지 6세를 포함한 영국의 왕가 삼대가 이곳을 거쳐갔다.
1910년 에드워드 7세가 사망한 후, 이곳을 "세상 그 어느곳보다 사랑하는 곳, 친애하는 오랜 생드링엄"이라 묘사한 에드워드의 차남이자 후계자 조지 5세에게 주어졌다. 1932년에 첫 성탄절 방송이 이뤄진 곳이기도 했다. 조지 5세는 1936년 1월 20일 이곳에서 사망했다. 영국왕의 사유 재산인 생드링엄 하우스는 그의 아들 에드워드 8세에게 주어졌고, 그가 퇴위를 할 때 에드워드의 동생 조지 6세가 사들였다. 조지 6세는 아버지처럼 이 컨트리 하우스에 관심을 쏟았고, 어머니인 엘리자베스 왕비에게 "저는 이곳에 있을 때 항상 행복했고 이곳을 사랑합니다"라고 편지를 쓰기도 했다. 그는 1952년 2월 6일 이곳에서 사망했다.
그 후 엘리자베스 2세에게 주어졌다. 1957년 엘리자베스 여왕은 이곳에서 텔레비전을 통한 첫 성탄절 인사말을 보내기도 했다. 1960년대에 건물의 대부분을 철거하고 현대적인 건축 양식으로 대체하려했으나 시행되지 못 했다. 즉위 25주년인 1977년에 여왕은 이곳을 대중에게 개방했다.

## 역사

### 초기 역사
이 지역은 엘리자베스 시대 이래로 조성되어, 1771년 건축가 코니쉬 헨리 (Cornish Henley)가 생드링엄 홀 건축을 위해 이 지역을 정리하였다. 그 홀은 파머스턴 경의 양아들 찰스 스펜서 코퍼 (Charles Spencer Cowper)가 건축가 새뮤얼 샌더스 튜론이 담당한 정교한 포치와 온실을 추가하며 19세기에 개조가 이뤄졌다.

### 말보로 하우스 세팅
1862년에 샌드링엄 홀은 웨일즈 공 (장차 에드워드 7세)이 자신과 그의 신부 알렉산드라 공주를 위해 그녀의 고향인 덴마크를 떠오르게 하는 노퍼크 전원지대를 거처로 쓰기 위해 요청하면서 빅토리아 여왕이 사들였다. 지불 가격은 220,000 파운드로 높았다. 2년 뒤인 1865년 이곳으로 이주한 웨일즈 공은 샌드링엄 홀이 그가 필요로 했던만큼 크지 못한 것을 알아차리고, A.J. 험버트에게 기존을 건물을 허물고 커다란 건축물로 지어달라는 의뢰를 했다. 험버트는 건축 역사가 마크 지로드에 따르면 "좋은 이유가 없음에도" 영국 왕실에 총애를 받던 건축가였고 오스본 하우스와 프로그모어 하우스등 빅토리아 여왕의 의뢰도 수행했다. 이에 대한 결과로 붉은 색 벽돌의 건축물이 혼합된 건축 양식의 건물로 1870년 말에 완공됐다. 샌드리엉 하우스의 건물 일부가 1891년 웨일스 공의 50번째 생일을 준비하던 중에 일어난 불로 소실됐다가, 다시 지어졌다.
빅토리아 여왕은 그녀가 지불한 이 저택에 두 차례만을 방문했다.
1910년 버킹엄 궁전에서 에드워드 7세가 사망하고 샌드링엄은 후임 왕들의 인기있는 쉼터로 남았다. 빅토리아 여왕의 장녀이자 에드워드 7세의 누이 및 빌헬름 2세의 어머니 프린세스 로열 빅토리아는 독일 크론베르크 인근 프리드리히스호프에 샌드링엄 스타일의 컨트리 하우스를 지었다.

### 친애하는 오랜 샌드링엄
알렉산드라 왕비는 1910년 에드워드 7세가 사망한 이후 생드리엄의 빅 하우스에 거쳐했고, 1925년 그곳에서 사망했다. 즉위부터 어머니의 사망까지 조지 5세는 꽤나 비좁은 조건의 요크 코타주에 거주했다. 1936년 그가 사망하고나서, 샌드링엄 하우스는 에드워드 8세가 상속했다. 에드워드는 그 저택에서 그의 통치 기간 하룻밤을 보냈다. 그의 퇴위때 밸모럴 성과 함께 샌드링엄은 영국 국왕의 사유재산이였고 영국 왕립 토지 위원회의 소유가 아니였기에, 조지 6세는 그 두 재산을 그의 형에게서 사들일 필요가 있었다. 조지 6세는 그의 아버지와 같이 1952년 생드링엄에서 사망했다.

### 엘리자베스 2세 여왕
조지 6세 사후부터, 엘리자베스 2세 여왕의 습관은 기념일과 그녀의 취익등의 행사를 샌드링엄 하우스에서 가족들끼리만 보내는 것이였으며, 2월까지 공식 집무소로 사용했다. 1957년 여왕은 이곳에서 텔레비전을 통한 첫 성탄절 방송을 하였다. 1960년대 저택 전체를 무너트리고 케임브리지 대학교에서 많은 부분을 기여한 건축가 데이비드 로버츠가 현대적인 거처로 바꿀 예정이였다. 그러나 그 계획은 시행되지 못 했고, 대신 내부 현대화는 왕실 전용선 브리타니아의 장식을 한 휴 캐슨이 맡았다. 여왕의 즉위 25주년인 1977년에 대중들에게 개방했다.

## 건축과 묘사
찰스 코퍼의 본래 7개 구역 저택은 너무나 작게 지어졌기에, 확장을 위해서 A. J. 험버트가 새 저택을 짓도록 의뢰를 받았다. 튜런의 저택에서 온실만이 남았다. 험버트는 빅토리아 여왕에게서 후원을 받던 건축가였으며, 와이트 섬에 있는 오스본 하우스 인근의 세인트 밀드레드 교회 건축을 맡기도 했다. 새롭게 지어진 건축물의 주요 특징은 내부를 밝혀주는 베이 윈도우다. 생드리엄의 크기와 주요 방들의 널찍함에도 생활 구역은 상대적으로 작았다. 새 건축물은 왕가의 유흥과 왕실 행사로 쓰던 관람석이 있던 현관 홀을 합쳤다. 생드리엄 하우스는 가스등, 수세식 변소, 초기 형태의 샤워 시설과 함께 당시 기준으로 앞선 편의 시설을 갖추고 있었다.
개축에도 불구하고, 샌드리엄 하우스는 여전히 왕실 부부의 필요를 충족시키기에 충분한 편의를 제공하지 못했고, 1883년에 새롭게 확장 공사가 이뤄져, 무도회장을 통합한 베첼러스 윙 (Bachelors' Wing)이 노포크 출신 건축가 대령 R. W. 에디스에 의해 지어졌다. 1891년 화재 이후로, 에디스는 더 많은 확장 공사를 맡게되어, 자코비언 양식 사용과 케턴 스톤으로 만든 벽돌을 매치시키는걸 통해 험버트의 기존 건축물과 조화를 시도했다. 에디스는 또한 당구장을 지었고 웨일즈 공 트렌담 홀에서 비슷한 예로 인상을 받으면서 오래된 온실을 볼링장으로 개조했다.
샌드링엄 하우스의 주요 방들은 홀 (saloon), 응접실, 다이닝 룸, 무도회장과 총기실 또는 볼링장과 당구장 같은 레저 스포츠등을 위한 여러 방으로 이뤄졌다. 홀은 저택에서 가장 큰 방이며 주 응접실 역할을 한다. 젠킨스는 이 저택의 다른곳과 홀의 장식 스타일을 "오스버트 랭커스터의 커즌 스트리트 바로크"라고 묘사했다. 이 방에는 빅토리아 여왕과 앨버트 공이 총애하던 화가 프란츠 빈터할터가 그린 그 두 명의 초상화가 걸려있다.. 주요 방들과 연결된 복도의 벽에는 1875년-1876년에 에드워드 7세의 동방 방문때 수집한 오리엔트와 인도의 무기와 갑옷들이 전시되어 있다. 응접실에 대해 젠킨스는 "샌드링엄에서 가장 호화로운곳"이라 묘사했다. 빅토리아 여왕의 샌드링엄 하우스에 두 차례 방문 중 한번은 그녀가 저녁 식사를 마치고 이곳에서 열린 파티를 열었는데, 그녀의 일기에 "채색된 천장과 두 개의 벽난로를 지닌 매우 길고 멋진 응접실"이라 적었다. 이 방에는 에드워드 휴즈가 그린 알렉산드라 왕비, 빅토리아 공주, 웨일스 왕세자비 메리의 초상화가 걸려있다.

### 평가
샌드링엄 하우스는 건축 비평가들로부터 칭찬을 받지 못했다; 사이먼 젠킨스는 "음침하고, 보호시설 모습"이라는 말과 함께 "매력적이지 못하다"고 하였다. 페브스너 샌드링엄 하우스의 스타일을 "정신없다"라고 생각한 한편, 지로드는 왕실이 A. J. 험버트에게 보여준 선호도에 대해 당혹스러움을 표현했다. 작가 클라이브 아슬렛은 이 재산물이 "재건축을 했음에도 매력적이지 않는 것보다는" 왕실 소유임이 주요 매력으로서 당당함을 보여준다고 설명하였다. 가구등도 더 이상 높게 평가받지 못했다; 조지 5세의 전기 작가 케네스 로스는 "스페인의 국왕 알폰소 12세가 준 몇몇 태피스트리를 제외하고는 생드링엄은 단 한점의 좋은 그림이나 가구, 예술 작품이 없다" 남겼다.

## 사유지
샌드링엄 사유지는 잉글랜드내 가장 훌륭한 사냥터로 여겨지며, 왕실의 사냥터로 사용되고 있다. 에드워드 7세가 가장 좋아하던 사냥용 사유지로서, 그는 사냥에 사용할 수 있는 저녁 일광의 양을 늘리기 위해, 모든 시계를 GMT보다 30분 더 빨리 설정되도록 명령했다. 이 샌드링엄 시간 전통은 새롭게 즉위한 에드워드 8세가 되돌릴 때까지 샌드링엄 사유지에서 1901년부터 1936년까지 지켜졌다.
이곳의 토지는 알렉산드라 왕비의 말, 개, 고양이외 다른 동물등 야생동물들에게 공간을 마련해줬다. 개 사육장은 아이들에게 특별한 즐거움이었다. 1886년에 마굿간이 추가되었고, 경주용 비둘기장이 벨기에 국왕 레오폴 2세가 새들을 주면서 지어졌고 그때부터 하나 또는 그 이상의 비둘기장들이 유지되고 있다.

### 요크 코타주

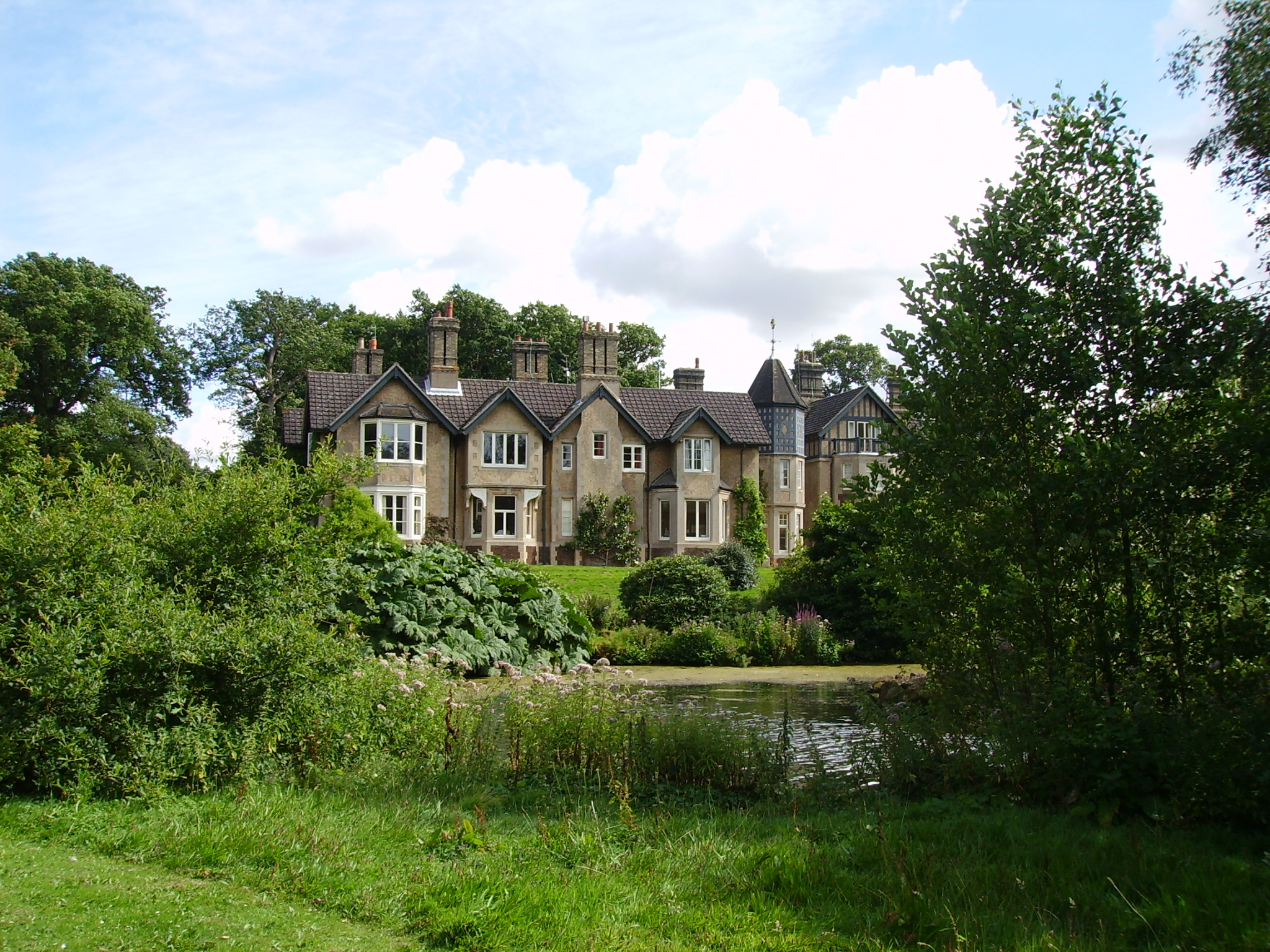
요크 코타주

생드리엄 사유지는 에드워드 7세가 지어 이사한 요크 코타주가 있는 곳이기도 하다. 요크 코타주는 조지 5세가 좋아하던 곳이기도 했다. 현재 샌드리엉 사유지의 공무실로 사용되고 있다.

### 앤머 홀
앤머 홀은 이 지역에 세워진 조지 양식의 저택이다. 한때 켄트 공작의 컨트리 하우스이기도 했다. 현재 케임브리지 공작과 케임브리지 공작부인의 컨트리 하우스이다.

### 애플턴 하우스
덴마크의 칼 왕자 (장차 노르웨이의 국왕 호콘 7세)와 메우드 공주가 1896년 7월에 혼인할때, 애플턴 하우스는 신부측의 부모인 웨일즈 공과 공작부인이 그들에게 준 결혼 선물이였다. 메우드 왕비는 이곳을 좋아했고; 1899년에 그녀는 편지에 "우리의 작은 집은 완벽한 파라다이스이며, 모든 것이 꿈처럼 보이고, 우리가 지난 번 이곳에 왔을 때 매우 아름다웠고 빛이나며, 모든 방들이 엄청 깨끗하고 산뜻했다."라고 썼다. 그들의 아들이자 장차 노르웨이 국왕 올라프 5세가 1903년 7월 2일 애플턴 하우스에서 태어났다. 최근 거주자는 제2차 세계 대전 기간 노퍽을 방문해 거주했던 조지 6세와 엘리자베스 왕비였다. 애플턴 하우스는 1984년 철거됐다.

### 개방
샌드링엄 하우스는 1977년 대중들에게 개방되었으며, 왕족들의 삶과 샌드링엄 사유지의 역사를 보여주는 박물관이 있으며, 이 또한 대중들에게 개방하고 있다. 약 600 에이커 크기의 공원 및 정원도 대중들에게 공개하고 있다. 2007년 6월 1일 생드링엄 하우스와 부지가 2005년 영국 강력 조직 범죄 및 경찰법으로 지정된 128개의 보호 구역 중 한 곳으로 지정됐다. 이 법안의 영향으로 이 건물이나 부지에 무단 침입한 사람을 특별 범죄 행위로 처벌할 수 있게 됐다.